# Arcesilau de Pítana
Arcesilau de Pitana (grec antic: Ἀρκεσίλαος, llatí: Arcesilaus, de vegades anomenat Arcèsiles, fou un filòsof grec deixeble de Teofrast.
Fou escolarca de l'Acadèmia platònica i el creador de la Nova Acadèmia (Acadèmia mitjana o segona). Va viure segurament entre els anys 315 aC i 240 aC. Era fill de Seutes o Scythes, i havia nascut a Pítana (Eòlia).
La seva primera formació acadèmica va ser amb Autòlic de Pítana, que li va ensenyar matemàtiques i amb el que va emigrar a Sardes. després, a petició del seu germà gran i tutor, va anar a Atenes, per estudiar retòrica, primer amb Teofrast i després amb Cràntor de Soli, amb els que va descobrir el seu interès per la filosofia. No va seguir cap escola, va deixar els seus primers mestres i va estudiar amb filòsofs escèptics i dialèctics. No tenia fama de bon poeta, però Diògenes Laerci recull dos epigrames seus, un dels quals va dirigit a Àtal, rei de Pèrgam, on mostra la seva admiració per Homer i Píndar, dels que va ser un freqüent lector. Es diu que la seva oratòria era clara i persuasiva, i es veia referendada per la franquesa del seu comportament. No tenia grans recursos, però sembla que el rei Èumenes l'ajudava amb regularitat, i ell repartia el que tenia entre els seus amics filòsofs i els necessitats. Va ser acusat pels seus enemics de llibertinatge, però ell es limitava a citar l'exemple d'Aristip de Cirene. El fet és que va morir a setanta-sis anys a causa d'una embriaguesa excessiva.

## Filosofia
Va posar-se al capdavant de l'Acadèmia platònica a la mort de Cràntor de Soli, però com que no va deixar res escrit, només es poden deduir les seves teories principalment per les opinions dels seus detractors. Sembla que la filosofia havia decaigut des de l'època de Plató i Aristòtil, i els mateixos temes, discutits una vegada i una altra, no deixaven lloc al pensament original. Es diu que va restaurar les doctrines de Plató al seu estat original, però per altra banda, Ciceró resumia les seves opinions en la frase: "que no sabia res, ni tan sols la seva pròpia ignorància", adaptant la màxima de Sòcrates. Un resultat d'aquesta opinió va ser que l'Acadèmia va incorporar alguns punts filosòfics de l'antiga Escola Jònica, que va intentar harmonitzar amb Plató i amb els seus propis punts de vista. També es diu que Arcesilau va restablir els mètodes d'ensenyament socràtics, basats en els diàlegs.
Els estoics van ser els que més es van oposar a Arcesilau. Va atacar la doctrina escèptica d'una concepció convincent (καταληπτικὴ φαντασία) entesa com un significat entre epistemé (coneixement) i doxa (opinió), un fet que afirmava que no podia existir, i que només era la interpolació d'un nom, segons Ciceró. A més implicava una contradicció entre els seus termes, ja que la idea mateixa de φαντασία (fantasia) implicava la possibilitat de concepcions falses i veritables del mateix objecte.
És un tema d'una certa importància distingir l'escepticisme de l'Acadèmia del Escepticisme filosòfic defensat per Pirró d'Elis. Si s'admet la fórmula d'Arcesilau, que no sabia res, ni tan sols la seva ignorància, és evident que l'escepticisme no podia avançar més. Però la Nova Acadèmia sembla que no va dubtar de l'existència de la veritat per si mateixa, sinó que només dubtava de la capacitat personal per a obtenir-la. També diferia dels principis escèptics més estrictes. Mentre que els objectius dels seguidors de Pirró eren d'aconseguir l'ataràxia (ἀταραξία), els escèptics de l'Acadèmia sembla que s'havien retirat del camp de l'especulació cap al de la vida pràctica, i haurien reconegut l'existència d'alguns principis d'una llei moral interior, que en el millor dels casos seria una guia de conducta, que comportava la distinció entre el savi i el neci. La diferència es pot notar entre les declaracions especulatives de les dues escoles, i una comparació de les vides dels seus fundadors i els seus successors porta a la conclusió que la moderació pràctica era la característica dels escèptics acadèmics.